# Kembibit
Kembibit (ou Kimbibit, en oromo : Qimbibiit) est un woreda du centre de l'Éthiopie situé dans la zone Nord Shewa de la région Oromia. Il a 74 276 habitants en 2007. Son chef lieu est Sheno.
Entouré par Abichuna Gne'a, Aleltu et Jida dans la région Oromia, Kembibit est bordé à l'est par le woreda Angolelana Tera (en) de la région Amhara.
Ses principales agglomérations sont Hamus Gebeya et Sheno également connues comme Hamusgebey et Shano. Elles se situent toutes deux en limite sud du woreda, environ 70 km au nord-est d'Addis-Abeba sur la route en direction de Debre Berhan et Dessie.
Le recensement national de 2007 fait état pour ce woreda d'une population de 74 276 habitants dont 16 % de citadins.
Près de 97 % des habitants sont orthodoxes et 3 % sont musulmans.
La population urbaine comprend une ville de 11 032 habitants et une localité de 767 habitants désignées respectivement comme Hamus Gebeya et Sheno[à vérifier].
En 2022, sa population est estimée à 111 831 personnes avec une densité de population de 165 personnes par km2 et 680 km2 de superficie.